# راینهولد داشنر
راینهولد داشنر (انگلیسی: Reinhold Daschner؛ زادهٔ ۱۶ اکتبر ۱۹۶۹) بازیکن فوتبال اهل آلمان است.
از باشگاه‌هایی که در آن بازی کرده‌است می‌توان به باشگاه فوتبال بایرن مونیخ ۲، باشگاه فوتبال کلن، باشگاه فوتبال هانوفر ۹۶، باشگاه فوتبال روت وایس اهلن، و باشگاه فوتبال بایرن مونیخ اشاره کرد.